# West-Ghats
De West-Ghats is een bergketen in het westen van het Indiase Schiereiland in India.
De bergketen loopt aan de westkant van het Hoogland van Dekan en scheidt dit hoogland van een smalle kustvlakte langs de Arabische Zee. De West-Ghats start ten zuiden van de rivier de Tapti nabij de grens van de staten Gujarat en Maharashtra en loopt ongeveer 1600 km naar het zuiden door de staten Maharashtra, Goa, Karnataka, Tamil Nadu en Kerala, en eindigt bij de plaats Kanyakumari (voorheen Kaap Comorin), de zuidelijkste punt van het vasteland van India. De gemiddelde hoogte van de West-Ghats is zo'n 1200 meter. De bergketens de Cardamom en de Nilgiri vormen een onderdeel van de West-Ghats in ruime zin.
De West-Ghats heet in Maharashtra en Karnataka Sahyadri, in Tamil Nadu Nilagiri malai en in Kerala Sahya Parvatam.

## Bergen
De West-Ghats van Maharashtra beginnen bij het Satpuragebergte in het noorden en gaat verder door Goa heen richting Karnataka. Het belangrijkste heuvelgebied van dit deel is de Sayadhri, waar zich de hill stations Mahabaleshwar en Panchgani bevinden. De Biligirirangans ten zuidoosten van Mysore in Karnataka staan in verbinding met de bergketens de Selvarayan en de Tirumala meer naar het oosten, die de West-Ghats met de Oost-Ghats verbinden.
Kleinere ketens, waaronder die van Nilgiri, waarvan de Doddabetta met 2623 meter hoogte de hoogste berg is, liggen in het noordwesten van Tamil Nadu. In het zuidelijke deel van de West-Ghats, in Kerala ligt de Anamudi, met een hoogte van 2695 meter de hoogste bergtop van de West-Ghats. De Chembra (2100 m), de Banasura (2072 m), Vellarimala (2200 m) en de Agastya malai (1868 m) liggen ook allemaal in Kerala. Deze ketens fungeren als een belangrijke ecologische verbindingszone, waardoor seizoensmigraties, zoals die van de olifanten.
De grootste onderbrekingen in de bergketen zijn die bij Goa, tussen de delen van respectievelijk Maharashtra en Karnataka, en de opening van Palakkad, op de grens van Kerala en Tamil Nadu.
Het noordelijke deel van de smalle kustvlakte tussen de West-Ghats en de Arabische Zee staat bekend als de kust van Konkan, en het zuidelijke deel staat bekend als de kust van Malabar. De oostelijke uitlopers van de West-Ghats in Maharashtra staan bekend als de Desh en de oostelijke uitlopers in centraal Karnataka staan bekend als de regio Malnad. De grootste stad in of aan de rand van de West-Ghats is Pune, in de regio Desh.

## Geologie
De West-Ghats is geen echt gebergte, maar eerder de breukrand van het Hoogland van Dekan. De meeste geologen zijn van mening dat de West-Ghats zijn gevormd tijdens het uit elkaar vallen van het supercontinent Gondwana zo'n 150 miljoen jaar geleden. De fysisch-geografen Barren en Harrison van de Universiteit van Miami verdedigen echter de theorie dat de westkust van India zo'n 100 tot 80 miljoen jaar geleden is ontstaan, nadat Madagaskar zich had losgemaakt van het Indische subcontinent. Na het uiteenvallen zou de westkust van India eruitgezien hebben als een abrupt aflopende klif van zo'n 1000 meter hoogte.
Spoedig na het uiteenvallen dreef dit deel van de Indische Plaat over een vulkanische hotspot nabij het huidige Réunion. Een zeer grote vulkaanuitbarsting die hier zo'n 65 miljoen jaar geleden plaatsgevonden zal hebben heeft de Deccan Traps gecreëerd, een uitgestrekte vulkanische vlakte van gestolde basalten die delen van centraal India heeft bedekt. Deze vulkanische opheffing heeft gezorgd voor de vorming van het noordelijke deel van de West-Ghats. Omdat deze opheffingen van oorsprong koepelvormig zijn, kan het onderliggende gesteente van zo'n 200 miljoen jaar oud gezien worden in sommige gebieden, zoals in de Nilgiri.
Basalt is het overheersende gesteente in de West-Ghats en wordt gevonden tot een diepte van 3000 meter. Andere soorten gesteenten zijn charnockiet, graniet gneis, granuliet, metamorf gneis met aparte gevallen van gekristalliseerd kalksteen, ijzererts, doleriet en anorthosiet. Resterende lateriet en bauxiet vindt men in het zuiden van de West-Ghats.

## Klimaat
Het klimaat in de West-Ghats is afhankelijk van de hoogte en de afstand tot de evenaar. In de lager gelegen delen heerst er door de nabijheid van de zee een wat gematigd tropisch moessonklimaat (Am) en savanneklimaat (Aw). Boven de 1500 meter in het noorden en 2000 meter in het zuiden is het klimaat gematigder en heersen er respectievelijk, afhankelijk van de neerslag, een steppeklimaat (BSh) en een (gematigd) chinaklimaat (Cwa/Cwb). De gemiddelde jaartemperatuur ligt in deze hogere delen rond de 15 °C. In sommige van deze delen is rijp en temperaturen die in de wintermaanden het vriespunt bereiken normaal. De gemiddelde jaartemperaturen in de gehele West-Ghats lopen uiteen van 20 °C in het zuiden tot 24 °C in het noorden. Tevens lopen de natste maanden synchroon met de koudste maanden.
Gedurende het moessonseizoen tussen juni en september, fungeert de West-Ghats als een barrière voor de met neerslag gevulde wolken. De zware, oostwaarts trekkende regenwolken zijn genoodzaakt om te stijgen en tijdens en door dat proces valt vrijwel alle regen aan de westkant van de West-Ghats. De gemiddelde jaarlijkse neerslaghoeveelheid ligt in dit deel tussen de 3000 en 4000 mm, met plaatselijk uitschieters tot de 9000 mm. De oostkant van de West-Ghats, die in de regenschaduw ligt, ontvangt jaarlijks met een gemiddelde van 1000 mm veel minder neerslag. Het jaarlijkse gemiddelde van de hele West-Ghats bedraagt 2500 mm. De spreiding van de neerslag over het jaar, staat los van de totale jaarlijkse neerslagsom. In het noordelijke Maharashtra valt de zwaarste regenval, die echter wordt gevolgd door lang durende droge tijden. In gebieden in het zuiden, die dichter bij de evenaar liggen, is de neerslag meer door het jaar heen gespreid.
Als gevolg van de relatief hoge neerslaghoeveelheden bevinden er zich, vooral in het zuiden, dichte regenwouden in het gebied. Deze regenwouden houden vocht vast, wat weer door middel van transpiratie de atmosfeer in gaat en uiteindelijk weer als regen de grond bereikt.

## Rivieren
De West-Ghats vormt een van de drie waterscheidingen van India en voedt de rivieren van het schiereiland van India. De belangrijkste rivieren zijn de Godavari, Krishna en de Kaveri.
De rivieren die naar het westen stromen, stromen uit in de Arabische Zee. Dit zijn snel stromende rivieren, in verband met de korte afstand tot de zee en de steilere hellingen. Belangrijke rivieren aan deze kant zijn de Mandovi, Zuari en de Periyar. Vele van deze rivieren stromen uit in de lagunes en kustmeren van Kerala (Backwaters) en Maharashtra.
De rivieren die naar het oosten stromen, monden uit in de Golf van Bengalen. Deze rivieren stromen relatief langzamer en zijn vaak zijrivieren van grotere rivieren, zoals de Kaveri en de Krishna. De belangrijkste kleinere rivieren betreffen de Chittar, Bhima, Malaprabha, Manimuthar, Kabini, Kallayi, Kundali, Pachaiyar, Pennar en de rivier de Tambaraparani.
Snel stromende rivieren en steile hellingen hebben ervoor gezorgd dat regeringen van verscheidene staten grote waterkrachtprojecten hebben opgezet. De eerste stuwdam, nabij Khopoli in Maharashtra, stamt uit 1900. Aan het einde van de twintigste eeuw waren er ongeveer vijftig stuwdammen over de gehele lengte van de West-Ghats. De belangrijkste hiervan zijn de Koynadam in Maharashtra, de Linganmakkidam in Kerala en de Linganmakkidam in Karnataka. Shivajisagar, het stuwmeer achter de Koynadam, is een van de grootste stuwmeren van India en heeft een lengte van zo'n vijftig kilometer en een diepte van zo'n tachtig meter.
Gedurende het moessonseizoen zorgen rivieren, die gevoed worden door de onophoudelijke regen voor vele en opvallende watervallen. De bekendste zijn de Jogwatervallen, de Kunchikalwatervallen, de Sivasamudramwatervallen en de Lushingtonwatervallen. De Kunchikalwatervallen zijn de hoogste watervallen van India en de Jogwatervallen zijn de grootste watervallen van India.

## Flora
In de West-Ghats bevinden zich vier ecoregio's van tropische regenwouden; de natte bladverliezende wouden van de zuidwestelijke West-Ghats, de hoog liggende regenwouden van de zuidwestelijke West-Ghats, de natte bladverliezende wouden van de noordwestelijke West-Ghats en de hoog liggende regenwouden van de noordwestelijke West-Ghats.

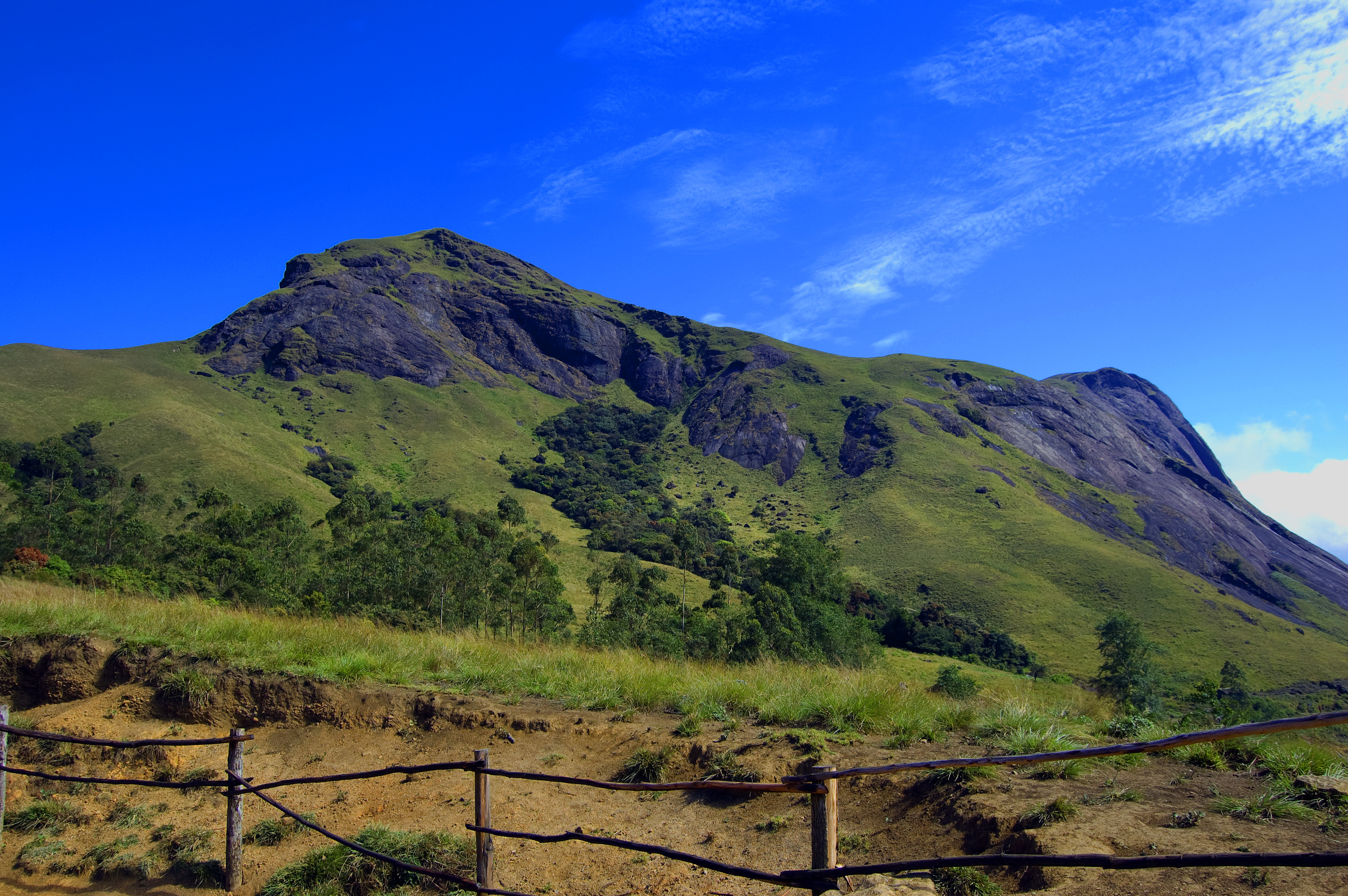
Anamudi, de hoogste berg van de West-Ghats

Het noordelijke deel van de bergketen is in het algemeen droger dan het zuidelijke deel, en in de lager gelegen delen bevinden zich hier de natte loofverliezende wouden van de noordwestelijke West-Ghats, met in hoofdzaak bladverliezende wouden met teakbomen. Boven de duizend meter bevinden zich hier de hoog liggende regenwouden van de noordwestelijke Ghats, wier groenblijvende wouden worden gekenmerkt door de bomen uit de Laurierfamilie. De groenblijvende wouden in het district Wayanad in Kerala vormen het overgangsgebied tussen de noordelijke en zuidelijke ecoregio's van de West-Ghats.

De zuidelijke ecoregio's zijn in het algemeen natter en hebben een grotere soortenrijkdom. In de lagere delen bevinden zich hier de natte bladverliezende wouden van de zuidwestelijke Ghats, met de Cullenia als het kenmerkendste bomengeslacht, samen met de teakboom, bomen uit de familie van de Dipterocarpaceae en andere soorten bomen. De regenwouden lopen in het oosten over naar de drogere ecoregio van de droge bladverliezende wouden van het zuidelijke Hoogland van Dekan, die in de regenschaduw liggen.

Regenhoeveelheden in de West-Ghats

Boven de duizend meter liggen de hoog liggende regenwouden van de zuidwestelijke West-Ghats, die ook koeler en natter zijn dan de omliggende wouden van het laagland en die worden gedomineerd door groenblijvende bomen, ook al kunnen enkele graslanden en onderbroken bossen op hogere delen gevonden worden. De hoog liggende regenwouden van de zuidwestelijke West-Ghats vormen de ecoregio met de hoogste soortenrijkdom van het schiereiland van India; tachtig procent van de bloeiende plantensoorten van de West-Ghats bevinden zich in deze ecoregio.

## Fauna
In het gebied leven 139 soorten zoogdieren, 508 soorten vogels, 334 soorten vlinders en 179 soorten amfibieën. Onder deze soorten bevinden zich ten minste 325 bedreigde diersoorten. De West-Ghats herbergt vele soorten die alleen hier voorkomen, vooral onder de amfibieën en de reptielen. De familie van de Schildstaartslangen komt vrijwel alleen in dit gebied voor. De aan kikkersoorten op de Seychellen verwante Nasikabatrachus sahyadrensis werd in 2003 ontdekt en wordt als een levend fossiel beschouwd. In sommige rivieren bevinden zich enkele fel gekleurde en versierde vissensoorten, waaronder de Puntius denisonii, Osteobrama bakeri, Horabagrus brachysoma, enkele soorten zoetwater kogelvissen en soorten van het eigenlijke karpergeslacht Tor.
Een van de endemische soorten in de West-Ghats is de wanderoe, waarvan er nog zo'n vierduizend over zijn.
In het biosfeerreservaat Nilgiri bevindt zich de grootste populatie van de Aziatische olifant en is tevens een belangrijk tijgerreservaat. In de West-Ghats van Karnataka leefden in 2004 meer dan zesduizend olifanten. De grootste populatie tijgers buiten die van de Sundarbans, bevinden zich ook in dit ononderbroken bosgebied op de grens van Karnataka, Tamil Nadu en Kerala.
De grootste aantallen gaur, zo'n vijfduizend exemplaren, bevinden zich in het nationaal park Bandipur en het nationaal park Nagarhole.